# Carolina Agüero
Carolina Agüero (Córdoba, Argentina, 4 de noviembre de 1975) es una bailarina, primera figura del ballet de Hamburgo.

## Biografía
Estudió en el Teatro Rivera Indarte, egresó en el Instituto de Danzas de Córdoba, sus maestros fueron Jorge Tomin, Irupé Pereira Parodi, Teresa del Cerro, Olga Ferri, Enrique Lommi y Liliana Belfiore.
En Buenos Aires bailó con Julio Bocca, luego viajó a Chile con su marido Darío Franconi, integrando la compañía de Ivan Nagy. 

## Galardones
Premio Fundación Konex año 2009, diploma al mérito como bailarina de Música Clásica.